# 17851 Калер
17851 Калер (17851 Kaler) — астероїд головного поясу, відкритий 1 травня 1998 року.
Тіссеранів параметр щодо Юпітера — 3,510.